# Guildford Grammar School
Pour les articles homonymes, voir GGS.
Guildford Grammar School (GGS) est une grammar school australienne, fondée en 1896 par Charles Harper, située à Guildford (Australie-Occidentale).

## Directeurs

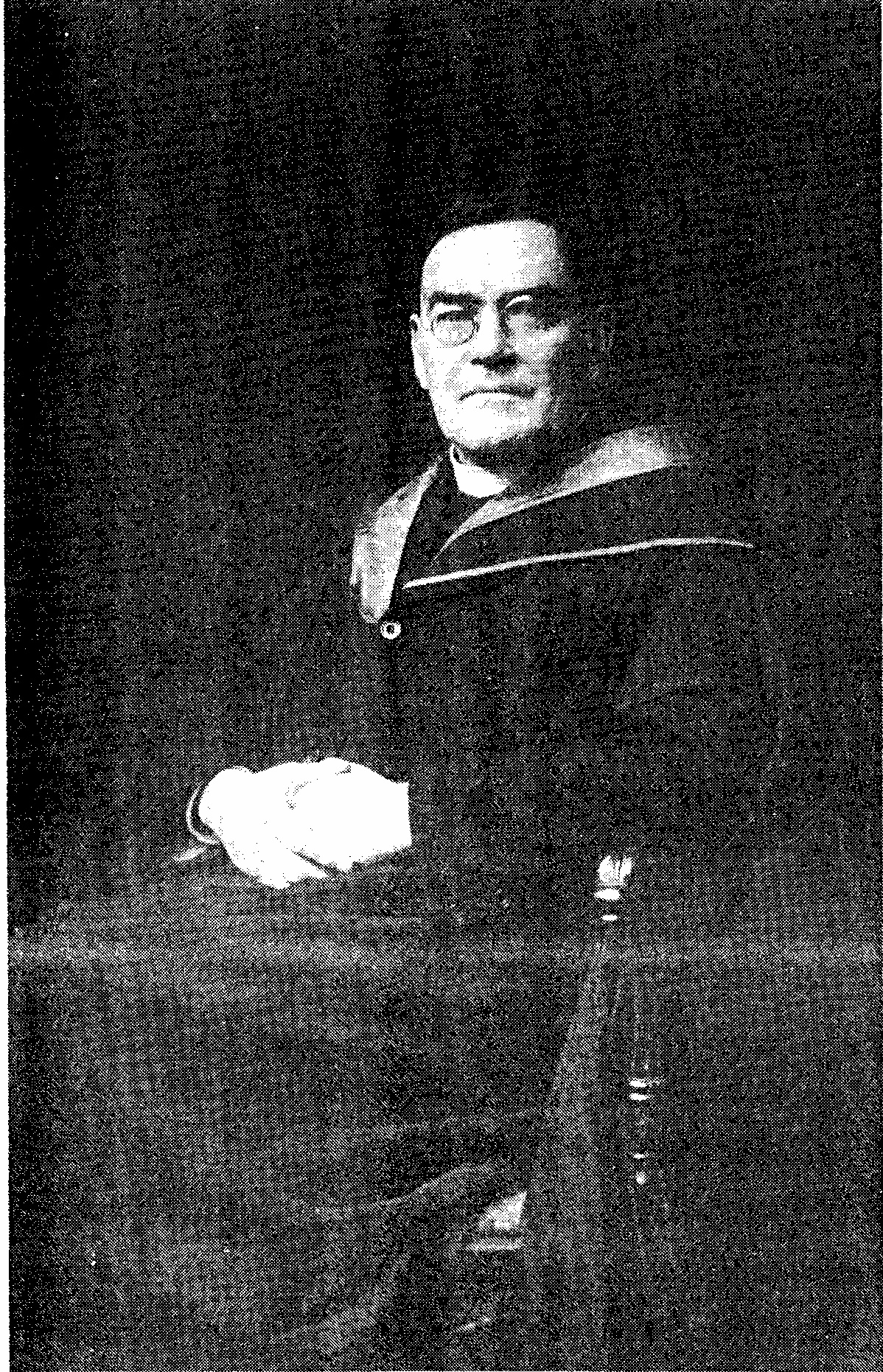
Percy Henn, quatrième directeur de la Guildford Grammar.

| Principal       | Years       |
| --------------- | ----------- |
| F Bennett       | 1896 – 1898 |
| A D Gillespie   | 1899 – 1903 |
| W S Corr        | 1904 – 1909 |
| Rev. P U Henn   | 1910 – 1924 |
| P Hinckley      | 1925 – 1927 |
| Rev. R E Freeth | 1928 – 1949 |
| P N Thwaites    | 1950 – 1956 |
| D Lawe Davies   | 1957 – 1978 |
| J M Moody       | 1979 – 1996 |
| K Walton        | 1997 – 2002 |
| R Zordan        | 2003 – 2010 |
| S Webber        | 2011 – 2019 |
| A Dunstan       | 2020 –      |